# Frankfurt Hanauer Bahnhof
Der Hanauer Bahnhof war ein Kopfbahnhof in Frankfurt am Main. Der Bahnhof im Stadtteil Ostend war der Ausgangspunkt der Bahnstrecke Frankfurt–Hanau der Frankfurt-Hanauer Eisenbahn-Gesellschaft (FHE) und bestand von 1848 bis 1913.

## Geschichte

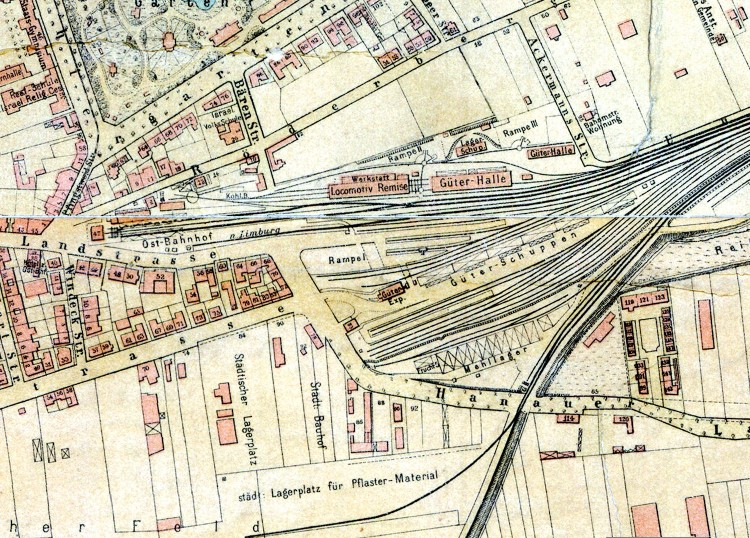
Hanauer Personen- und Güterbahnhof (Ravenstein 1895). Von Süden nach Osten verläuft die städtische Verbindungsbahn. Zwischen dieser und dem Personenbahnhof liegt der große Güterbahnhof.

Die FHE verkehrte seit dem 10. September 1848 zwischen Frankfurt und Hanau. Zusammen mit der Strecke wurde der Hanauer Bahnhof als Frankfurter Endbahnhof errichtet. Die Endstation in Hanau war der damalige Bahnhof Hanau (heute: Hanau West) an der Philippsruher Allee.
Die Hessische Ludwigs-Eisenbahn-Gesellschaft (HLB) mit Sitz in Mainz im Großherzogtum Hessen übernahm die Betriebsführung der FHE für die Zeit vom 1. Januar 1863 bis zum 31. Dezember 1872. Anschließend ging die Bahn in ihr Eigentum über, so auch der Hanauer Bahnhof in Frankfurt. Zum 1. Februar 1897 wurde wiederum ging die HLB durch in der Preußisch-Hessischen Eisenbahngemeinschaft auf. Nun gehörte der Bahnhof zu deren Bestand.
Zum 1. April 1913 wurde die FHE vom neuen Ostbahnhof mit der Deutschherrnbrücke über den Main zum Südbahnhof verlängert. Dabei wurde der alte Hanauer Bahnhof aufgegeben, der als Kopfbahnhof ein betriebliches Hindernis und auch zu klein geworden war. Verkehrlich ersetzt wurde er durch den etwas weiter südöstlich gelegenen Ostbahnhof, einen Durchgangsbahnhof. Dessen Lage war durch die Auffahrtskurve auf die Deutschherrnbrücke bedingt.

## Lage

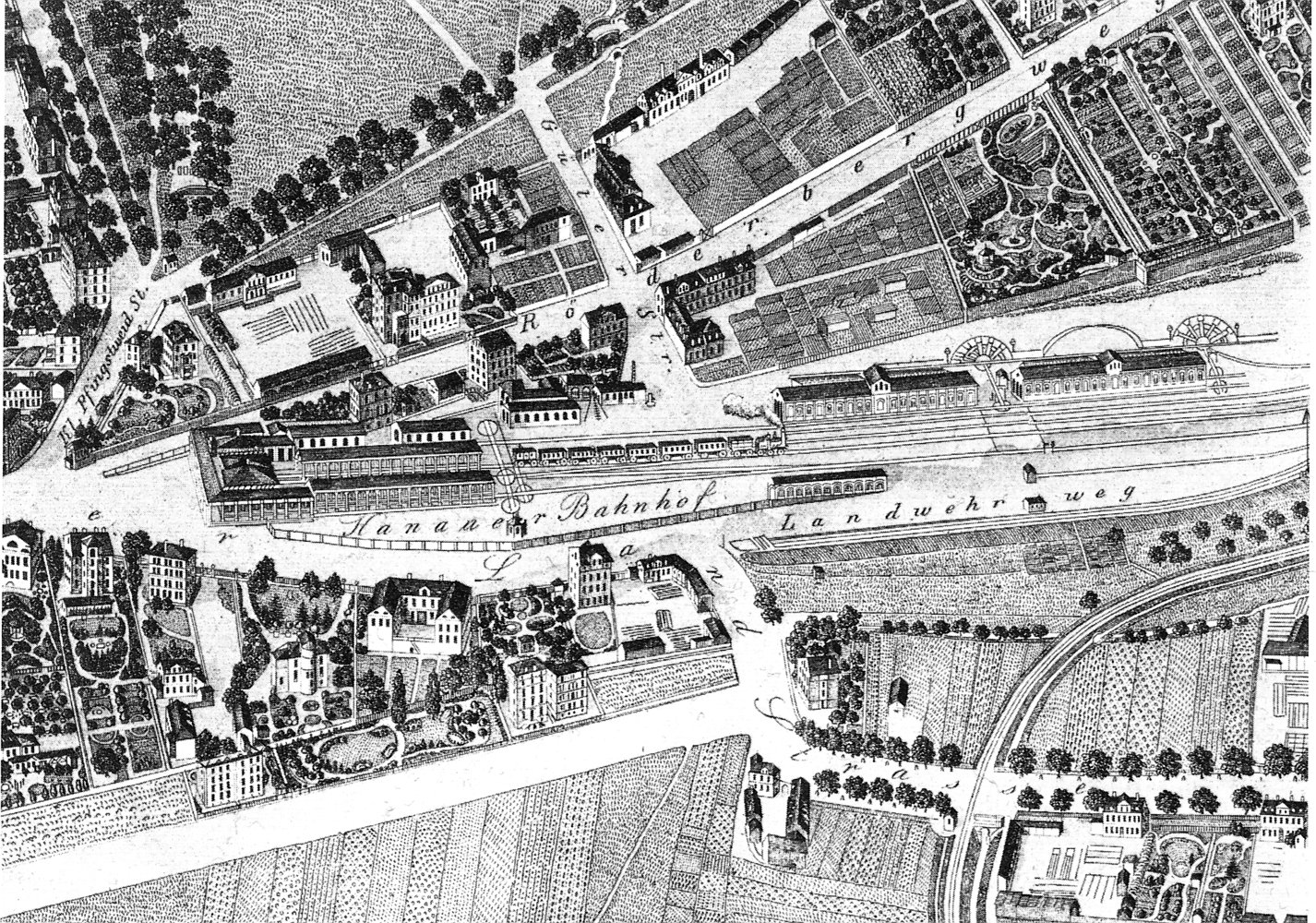
Lage des Bahnhofs an der Hanauer Landstraße (Delkeskamp 1864)

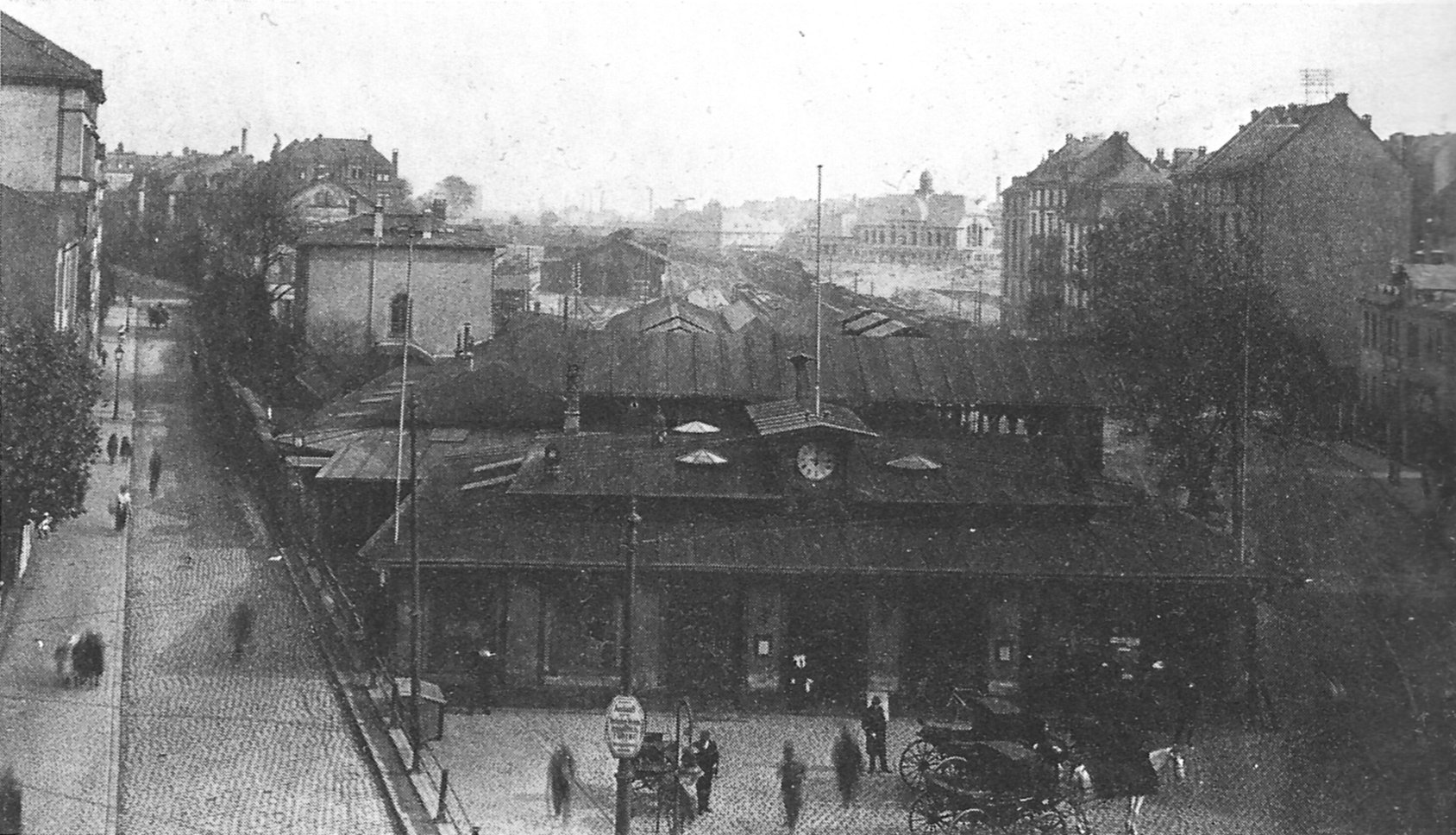
Hanauer Bahnhof mit Pferdedroschken um 1900, links der Röderbergweg, rechts mit Straßenbahnschienen die Hanauer Landstraße

Der Hanauer Bahnhof lag im Ostend in der Nähe des Zoos, zwischen der Hanauer Landstraße und dem hier von dieser abzweigenden Röderbergweg. Der Zwickel zwischen diesen beiden Straßen bildete einen kleinen Bahnhofsvorplatz. Von hier führte nach Süden außerdem die Windeckstraße und nach Norden, zum Zoo, die heutige Zobelstraße, benannt nach dem Eisenbahningenieur Johann Peter Wilhelm Zobel, der die Bahnstrecke Frankfurt–Hanau errichtet hat. Der Platz wurde nach 1913 – einschließlich der Einmündung des Röderbergwegs in die Hanauer Landstraße – überbaut.

## Bahnhofsanlage
Der Personenbahnhof war eine bescheidene, dreigleisige Anlage, mit je einem außen liegenden Bahnsteig für ankommende und abgehende Züge des Personenverkehrs und einem mittig gelegenen Gleis, um Lokomotiven an das andere Ende des Zuges rangieren zu können. Auch das Empfangsgebäude war bescheiden. Bauliche Überreste sind nicht erhalten.
Auf der Nordseite des Personenbahnhofs befanden sich die Abstellanlagen für die Fahrzeuge und die Werkstätten der FHE sowie einige Güter- und Lagerhallen. Südlich des Personenbahnhofs lag der ausgedehnte Güterbahnhof, den straßenseitig die Hanauer Landstraße erschloss.

## Anbindung im städtischen Verkehrsnetz
Die Bahnstrecke Frankfurt–Hanau war zunächst ein Inselbetrieb ohne Gleisanschluss zu den Frankfurter Westbahnhöfen. Reisende, die in Frankfurt umsteigen wollten, mussten sich zu Fuß oder per Droschke auf den Weg durch die Stadt machen.
1854 wurde die Hanauer Bahn im Osten bis zur bayerischen Landesgrenze verlängert und schloss dort an die Ludwigs-West-Bahn und damit erstmals an eine andere Bahngesellschaft an. Die Züge verkehrten über Aschaffenburg weiter in Richtung Bayern.
Ab 1859 ermöglichte am Frankfurter Streckenende dann die Städtische Verbindungsbahn den durchgehenden Zugverkehr zu den Westbahnhöfen. Sie führte von der Bahnstrecke Frankfurt–Hanau südlich am Hanauer Bahnhof vorbei zum Mainufer und von dort weiter nach Westen.
Ab 1875 wurde der Hanauer Bahnhof von der Pferdebahn bedient, was das Umsteigen oder das Erreichen innerstädtischer Ziele wesentlich erleichterte. Ab 1899 fuhr die Elektrische Straßenbahn von hier zum 1888 eröffneten neuen Centralbahnhof.